# Tillitsprincipen
Tillitsprincipen är en juridisk princip som rör tolkningen av avtal. Principen tillämpas i det svenska rättssystemet, exempelvis vid så kallade förklaringsmisstag. 
Förklaringsmisstag innebär att en viljeförklaring fått ett annat innehåll än åsyftat. Det kan till exempel vara en säljare som erbjuder cyklar för 200 kr/st istället för (åsyftade) 2 000 kr/st.  Tillitsprincipen medför att motpart, som är i god tro, skyddas genom 32 § första stycket Avtalslagen så att han eller hon kan hävda att det avtalade priset gäller. 
Principen innebär helt enkelt att en motpart ska kunna fästa tillit till en avgiven viljeförklaring och kunna lägga den till grund för sitt fortsatta handlande. 
God tro innebär att en köpare inte förstått eller inte borde ha förstått att priset blivit felaktigt. Köparen kan med fog hävda att det inte är ovanligt med lockpriser av detta slag, att köparen trott på erbjudandet och därför i god tro beställt en cykel för 200 kr.
Hade säljaren istället erbjudit dem för 2 kr/st vore det så uppenbart att ett misstag skett att ingen torde kunna med framgång hävda god tro. I detta fall är säljaren inte bunden och inte skyldig att leverera.